# Jardín tropical
Un jardín tropical  está dedicado a las plantas tropicales, por lo que requiere buenas lluvias o un riego adecuado, por aspersores u otro sistema similar. Estos jardines necesitan fertilizantes y abundante mantillo.

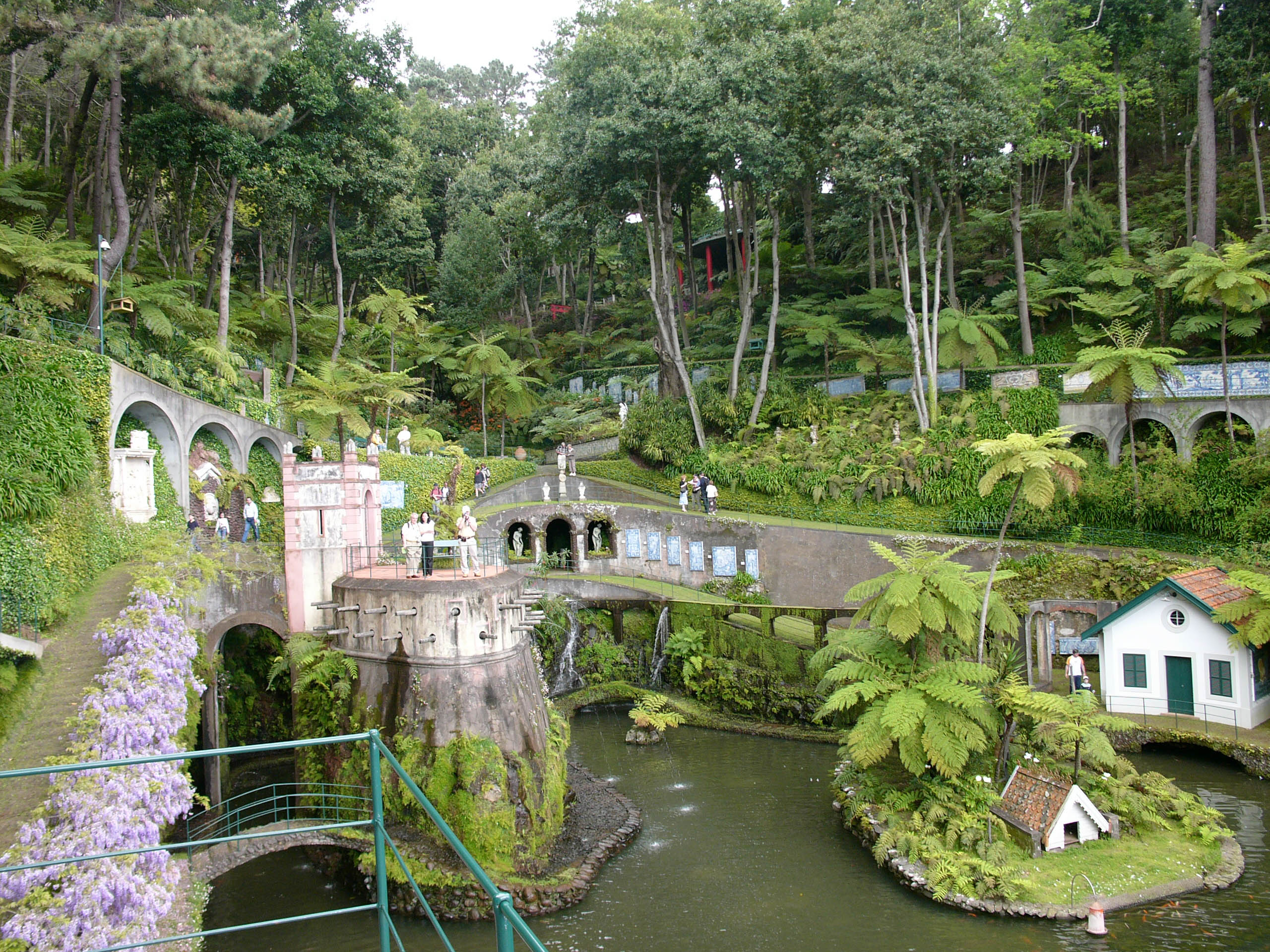
Jardín tropical en la isla de Madeira.

Los jardines tropicales no son exclusivos de esas regiones. Muchos jardineros de climas más fríos hacen posible la recreación de este tipo de jardines por medio de una cuidadosa selección de especies de plantas y de flores. Las principales características de un jardín tropical bien diseñado son las plantas de grandes hojas donde la vegetación forma un compacto fondo como escenario, creando una densa fronda. Se utilizan grandes plantas y pequeños árboles para que permitan entrar la luz del sol hasta el suelo.
Un jardín tropical es uno de los más difíciles de construir y de mantener, y es más difícil cuanto más difiera el clima local del perteneciente al hábitat natural de las plantas cultivadas. La clave de un jardín sano es la abundancia de luz y de agua. Las grandes hojas características de las plantas tropicales requieren un suelo constantemente húmedo, por lo que el riego es una necesidad en algunos de estos jardines. Sin embargo, un exceso de riego también puede matar las plantas, ya que provoca la pudrición de las raíces. 

## Algunas plantas tropicales que prosperan bien en climas no tropicales

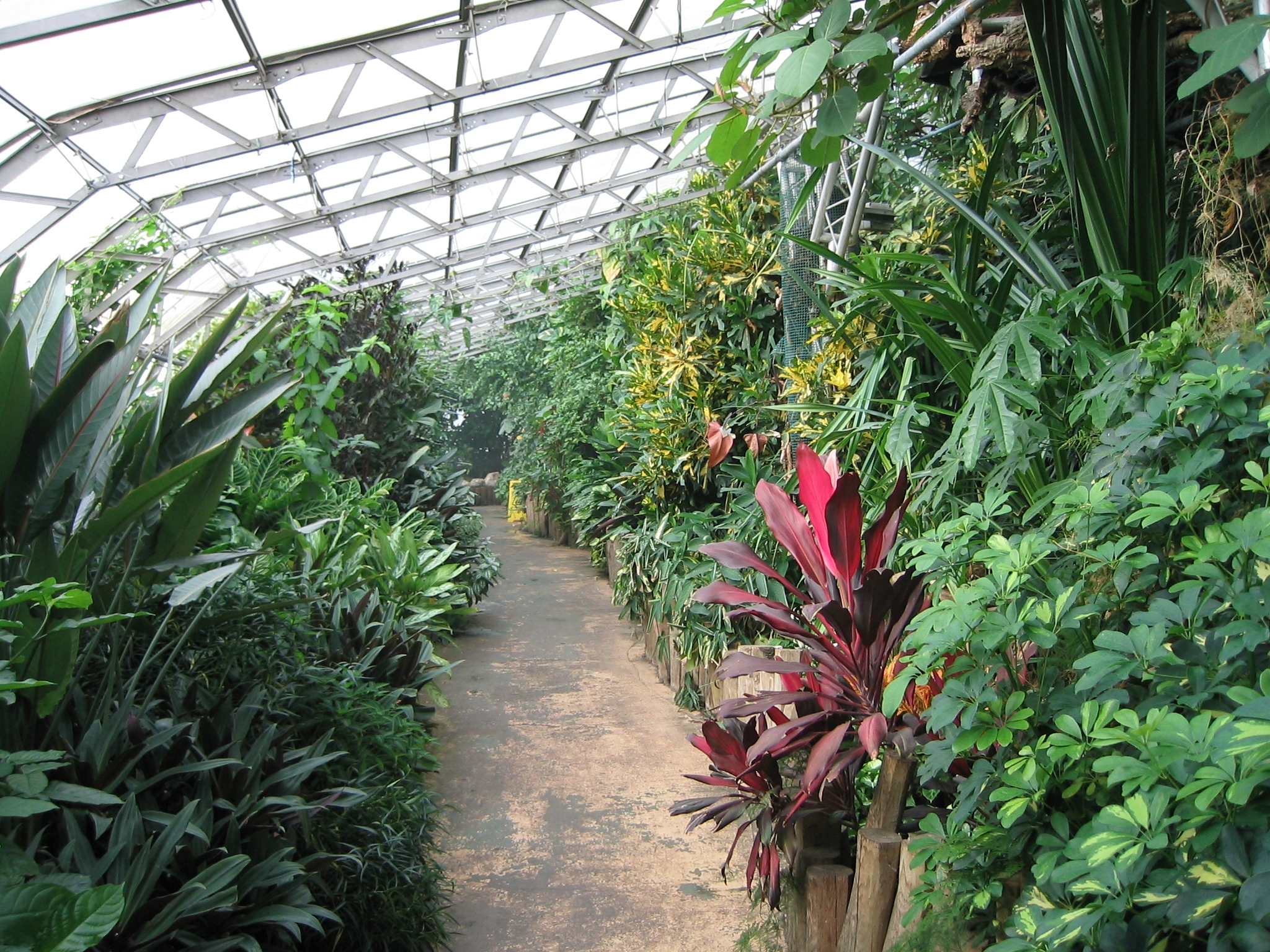
Un invernadero es una buena forma de cultivar un jardín tropical en climas fríos.

- Acanthus mollis
- Marfil de Argelia
- Canna
- Crocosmia, alias Lucifer
- Passiflora caerulea
- Paulownia tomentosa
- Trachycarpus

- Datos: Q3108101